# Tuvalu Media Corporation
Tuvalu Media Corporation (TMC) es una organización pública de radiodifusión ubicada en el pequeño país de Tuvalu, en Oceanía. Opera una estación de radio en FM y otra en AM bajo el nombre de Radio Tuvalu, fundada en 1975. Hasta el año 2000 se llamaba Tuvalu Media Cooperation, y a partir de aquel año fue convertida en una corporación estatal encabezada por una junta directiva compuesta de 5 directores.
Transmite desde la isla principal de Funafuti. Se encuentra en el 100.1 de la banda FM.

## Programación
TMC sólo transmite contenidos locales durante siete horas y media cada día:
- Mañanas - 6.30am - 8.00am
- Tardes - 11.25am - 1.00pm
- Noches - 6.25pm - 10.00pm

En el resto de los horarios la programación es llenada con segmentos de BBC World Service.